# Station Fresville
Station Fresville is een voormalige spoorweghalte op de lijn van Mantes-la-Jolie naar Cherbourg, gelegen in het toepasselijk genaamde gehucht La Gare op het grondgebied van de gemeente Fresville in het departement Manche (regio Normandië).
De halte is in 1879 in gebruik genomen door de Compagnie des chemins de fer de l'Ouest en ergens in de tweede helft van de twintigste eeuw gesloten. Toen werd het station uitgebaat door door de SNCF.

## Ligging
De halte Fresville bevindt zich op kilometerpunt (PK) 331.590 van de lijn van Mantes-la-Jolie naar Cherbourg, tussen de gesloten stations Chef-du-Pont - Sainte-Mère en Montebourg.
In 1957 werd de halteplaats Fresville beheerd door de regio West van de SNCF en was destijds nog voorzien van een reizigersgebouw en een zijspoor, 50 jaar later, in 2007, reste er niets meer van dat alles behalve een opvallend leeg stukje land ter weerszijden van de sporen.